# Kasteel van Welden

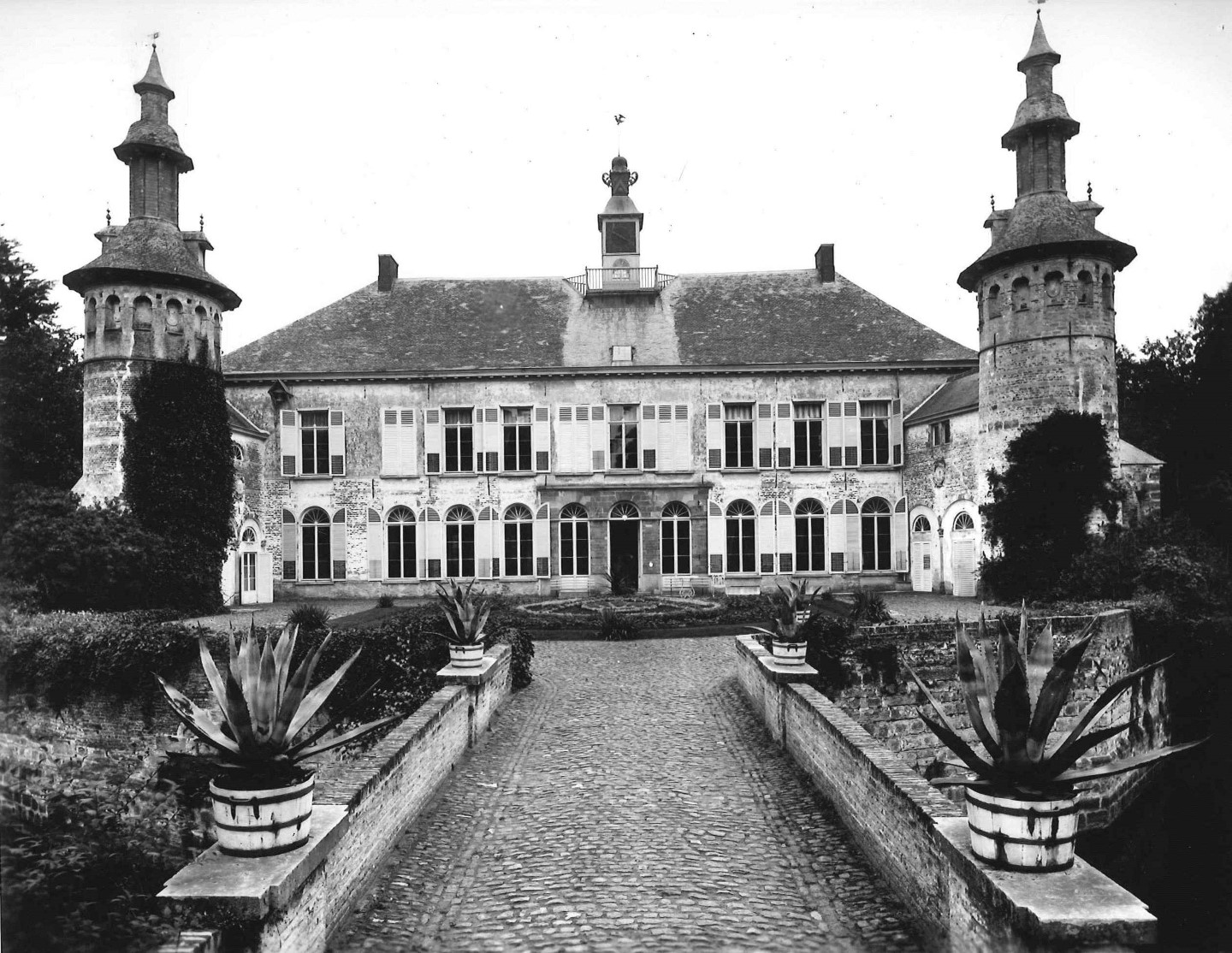
Kasteel van Welden

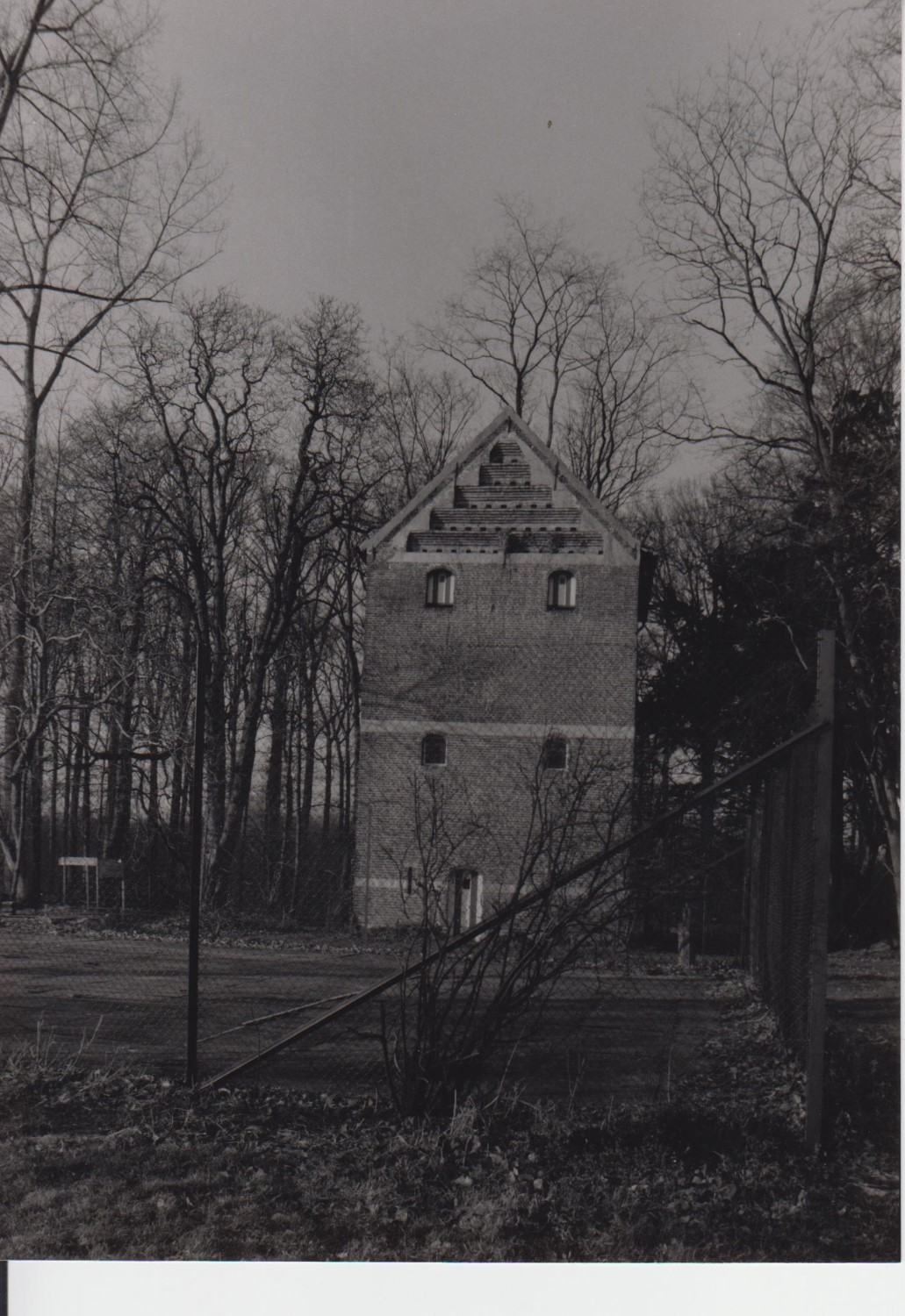
Duiventoren

Het Kasteel van Welden is een kasteel in de tot de Oost-Vlaamse gemeente De Pinte behorende plaats Zevergem, gelegen aan de Weldendreef 1-3.

## Geschiedenis
Aanvankelijk heette dit domein "Hof te Seevergem". In de Middeleeuwen lag hier vermoedelijk een kasteel met omgracht opperhof en neerhof. Het was de zetel van de heren van Zevergem, maar in 1232 werd de heerlijkheid geschonken aan de Sint-Pietersabdij te Gent. Enkele gronden (velden of welden) en het neerhof bleven in bezit van de wereldlijke heer. Omstreeks 1400 was sprake van de eerste vermelding van deze heren. Zij behoorden tot de familie Van Sickele. Later kwam het in bezit van achtereenvolgens de families Van Reymerswael, Perreau en  l'Espinoy. Van het kasteel waar zij verbleven is een cirkelvormige gracht met walmuur en een toren overgebleven.
Omstreeks 1700 werd een nieuw kasteel gebouwd waarvan de zuidelijke hoektoren van het oudere kasteel afkomstig is. Het kasteel werd opgetrokken in late barokstijl en om de symmetrie te handhaven werd een noordelijke toren aangebouwd. Vermoedelijk werd toen ook een tuin aangelegd.
In 1716 werd de heerlijkheid tot graafschap verheven. In 1810 was het kasteel in bezit van P.J. de Meulenaere en deze liet enkele verbouwingen in empirestijl uitvoeren. Later kwam het kasteel nog in handen van de families De Pelichy en De Hemptinne. In 1927 werd het kasteel gerestaureerd naar ontwerp van Frans van Hove sr., waarbij historiserende elementen werden toegevoegd.

## Gebouw
Het betreft een dubbel omgracht waterkasteel dat wordt betreden door een poort in rococostijl van 1759 die afkomstig is van het Hotel de Hemptinne te Gent, welke door Frans van Hove in 1933 naar het kasteeldomein werd verplaatst.
Het hoofdgebouw van het kasteel heeft een rechthoekige plattegrond. Via zijvleugels is het verbonden met de twee hoektorens. Op het dak in het midden van het symmetrische gebouw staat een uurwerktoren. Aan de achterzijde volgt de rand van het gebouw de gebogen grachtmuur.
Het interieur werd grotendeels vernieuwd in 1927 met een hal in neorenaissancestijl en een salon in neorococostijl. In de kelder, met kruisribgewelf is er nog een 15e-eeuwse schouw in laatgotische stijl, die mogelijk van elders komt.

## Neerhof
Binnen de buitenste gracht vindt men de neerhof, mogelijk van 1737. Er is een woonhuis en koetshuizen die in 1905 nog werden verbouwd. Ook zijn er een schuur en stallen, ook 18e-eeuws.
Van belang is voorts de duiventoren, een vierkante toren onder zadeldak, met puntgevels. De kern daarvan is 17e-eeuws. In 1931 werd de toren gerestaureerd onder Frans van Hove.
Verder is er een hovenierswoning (1876) en een ommuurde en omgrachte moestuin.

## Park
Het park kent enkele oude bomen. Er zijn in het begin van de 19e eeuw kunstmatige grotten aangelegd waarin ook enkele zuilfragmenten en dergelijke zijn verwerkt. Ook is er een kunstmatige heuvel die waarschijnlijk een ijskelder bevat. Dan is er nog een gietijzeren draaibrug.